# Гут, Фортунат Фердинандович

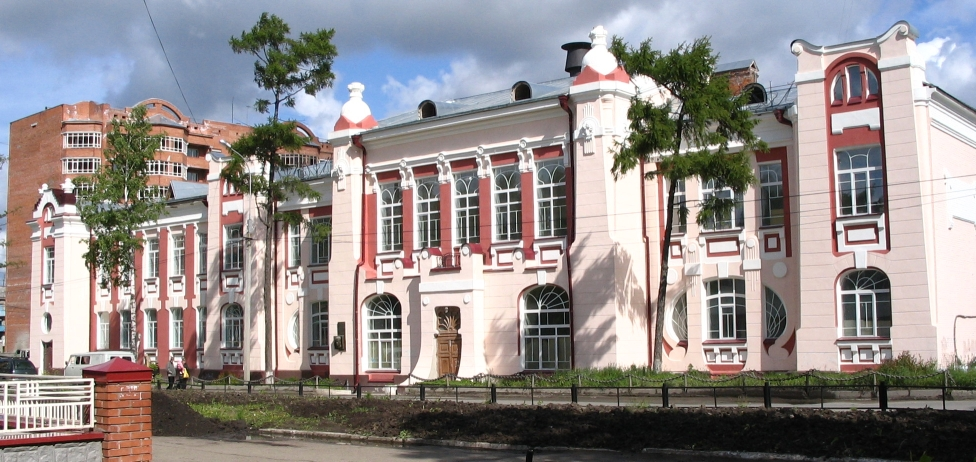
Здание Томского учительского института построено в стиле модерн по проекту Ф. Ф. Гута в 1905 году (ныне Главный корпус Томского государственного педагогического университета, ул. Киевская, 60)

Фортунат Фердинандович Гут (6 октября 1861 года, Дербент, Дагестанская область, Российская империя — после 1935) — российский архитектор, известен работами в Сибири.

## Биография
Отец — Фердинанд Карлович Гут был военным, имел звание капитана, а по выходе в отставку — майора. Мать — Камилла Михайловна была домохозяйкой. В семье кроме Фортуната, было ещё четверо младших детей: сын Феликс, а также три дочери — Сабина, Вероника, Аделия.
В 1872—1879 годах учился в Бакинском реальном училище. В 1879 году поступил в Институт гражданских инженеров, который окончил в 1884 году. По окончании курса был определён на службу в Министерство внутренних дел и откомандирован для занятий в Техническо-строительный комитет. В это же время состоял помощником строителя — директора Института гражданских инженеров Р. Б. Бернгарда — на постройке здания больницы Александровской общины сестёр Красного Креста по Бронницкой улице в Санкт-Петербурге.
В 1885—1896 годах работал в должности младшего архитектора, губернского архитектора, губернского инженера в Ставропольской губернии. За время службы в Ставропольской губернии запроектировал и построил множество общественных и административных зданий, церквей, мостов, плотин и других сооружений.
В 1896 году был переведён на службу в Сибирь архитектором Западно-Сибирского учебного округа. Под его надзором велось строительство Томской почтовой конторы, главных корпусов (механического, химического) Томского технологического института (1902—1905). Участвовал в строительстве губернской гимназии в Томске, томской духовной семинарии.
В 1900—1905 годах в Технологическом институте вёл занятия по рисованию, архитектуре и черчению, читал лекции по архитектурной живописи, фундаментам гражданских сооружений, строительному искусству.
В 1905—1907 годах работал в должности младшего инженера Терского областного управления (Владикавказ), с 1907 по 1909 год — в должности губернского инженера Строительного отделения Бакинского губернского правления, с 1909 по 1915 год — в должности Терского областного инженера (Владикавказ).
Имел награды: орден Святого Станислава 3-й степени (1900).